# Türkenkopf (Sächsische Schweiz)
Der Türkenkopf ist ein Klettergipfel nördlich von Kurort Rathen in der Sächsischen Schweiz.

## Namensgebung und Lage
Der Gipfel ist nach seiner Form benannt, die einem Kopf mit aufgesetztem Fes ähnelt, einer Kopfbedeckung, die zur Zeit der 1905 erfolgten Erstbesteigung des Gipfels im damaligen Osmanischen Reich vielfach getragen und daher in Mitteleuropa mit Türken assoziiert wurde.
Anders als der weithin sichtbare Talwächter ist der benachbarte Türkenkopf von Rathen aus kaum erkennbar, da er sich nicht von den hinter ihm liegenden Feldsteinen und den Honigsteinen abhebt. Mit 45 Metern maximaler Wandhöhe in der Talseite ist er etwas kleiner als der Talwächter und der direkt benachbarte östliche Feldkopf, in der bergseitigen Scharte beträgt die Höhe lediglich 20 bis 25 Meter. Die markante Form des auf einem breiten Unterbau aufsetzenden Gipfelkopfs ist erst aus der Nähe oder von einem Standpunkt oberhalb des Gipfels gut zu erkennen.

## Klettergipfel
Der Türkenkopf mit seinem scheinbar nach allen Seiten überhängenden Gipfelkopf galt bereits Rudolf Fehrmann um 1900 als ein bedeutender Gipfel des Gebiets. Erstmals bestiegen wurde der Türkenkopf am 22. März 1905 von Johannes Klitzsch auf dem heutigen Alten Weg, einer Route im heutigen Sächsischen Schwierigkeitsgrad III. Kurz nach der Erstbegehung wurde auf dem Gipfel eine kleine eiserne Wetterfahne montiert, die allerdings in den Folgejahren wieder entfernt wurde. 1908 folgte die Nordostkante, ein Weg des Schwierigkeitsgrads V. Ebenfalls mit V eingestuft ist die 1915 erstbegangene Südwand, eine der beliebtesten und vielfach als „Klassiker“ eingestuften Routen im Rathener Klettergebiet. Der Türkenkopf weist inzwischen gut 15 Kletterwege auf, die überwiegend in den mittleren Schwierigkeitsgraden liegen und teilweise mit Wegnamen wie Sultanine, Bauchtanz oder Im Harem auf den Gipfelnamen anspielen. Schwerster Weg ist mit VIIIb (RP VIIIc) die von Falk Heinicke 2003 erstbegangene Route Turban.